# Tiny Tiptoes
Pour les articles homonymes, voir Tip Toes.
Pour plus de détails, voir Fiche technique et Distribution.
Tiny Tiptoes (Tiptoes) est un film américano-français réalisé par Matthew Bright en 2003.

## Synopsis
Carol - une peintre de talent et femme indépendante - tombe amoureuse de Steven sans le connaître vraiment. Enceinte, elle est forcée de découvrir le secret de Steve, sa famille. Steven s'avère être le seul membre de sa famille de taille normale, les autres étant atteint de nanisme, y compris son frère jumeau Rolfe.

## Fiche technique
- Décors : Chris Anthony Miller
- Costumes : Niklas J. Palm
- Photographie : Sonja Rom
- Musique : Curt Sobel
- Production : Elie Cohn, Chris Hanley, John Langley, Fernando Sulichin, Douglas Urbanski et Brad Wyman
- Société de distribution : Reality Check Productions Inc.
- Langue : anglais
- Format : couleur - Dolby Digital
- Sortie :  France - 8 septembre 2003

## Distribution
- Gary Oldman : Rolfe
- Peter Dinklage : Maurice
- Kate Beckinsale : Carol
- Matthew McConaughey : Steven Bedalia
- Patricia Arquette : Lucy
- Debbie Lee Carrington : Kitty Katz
- Ed Gale : Bobby Barry
- David Alan Grier : Jerry Robin Jr.
- Marcia de Rousse : Kathleen
- Kacie Borrowman : Margaret
- Michael J. Anderson : Bruno
- Cherub Freed : Tiffany
- Alexa Nikolas : Susan Barry
- Brittney Guzman : Janice
- Santiago Segura : Le Manager